# Jerry Lewis

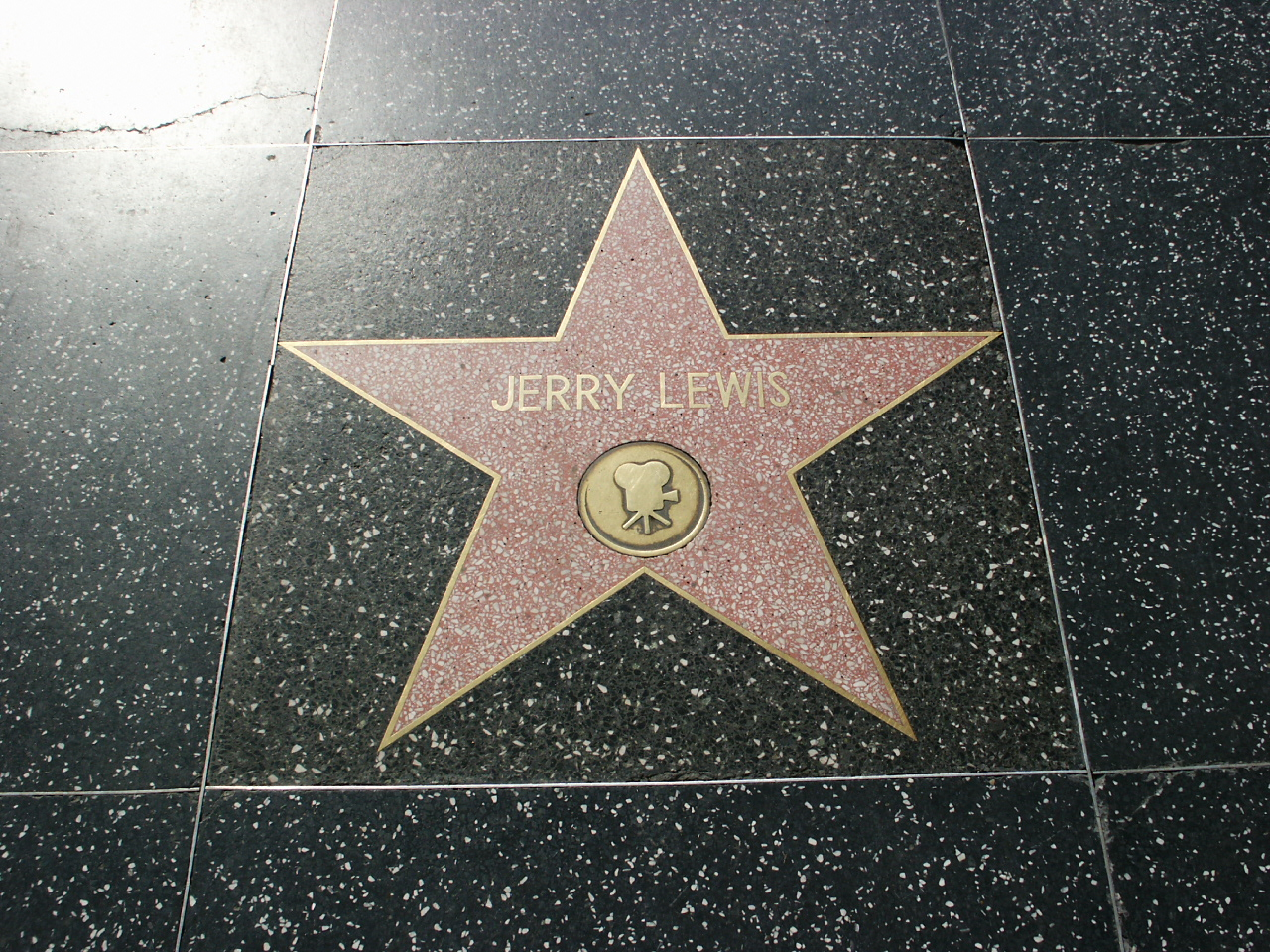
De ster van Jerry Lewis in de Hollywood Walk of Fame

Jerry Lewis, echte naam Joseph Levitch (Newark (New Jersey), 16 maart 1926 – Las Vegas, 20 augustus 2017) was een Amerikaans filmkomiek, -regisseur en -producent, bekend om zijn slapstickhumor. Hij vormde tussen 1946 en 1956 een populair komisch duo met Dean Martin. Lewis was tevens bekend om zijn inzet voor de Muscular Dystrophy Association, een organisatie die actief is in het bestrijden van spierdystrofieën.

## Levensloop
Lewis werd geboren in een gezin van Joodse komieken. Zijn vader trad op onder de naam Danny Lewis, in het vaudeville-circuit van de "Borscht Belt" in de Catskills, New York. Zijn ouders waren veelvuldig op tournee en een groot gedeelte van zijn jeugd bracht hij door met familieleden. De zomers bracht hij met zijn ouders door in de Catskills, en vanaf zijn vijfde jaar zong hij in hun optredens af en toe solo een liedje. Hij zat slechts een jaar op de middelbare school, waarna hij ging werken in verscheidene baantjes, waaronder frisdrankverkoper en plaatsaanwijzer in het theater. Op achttienjarige leeftijd had hij al veel ervaring als komiek, waarin hij bekende artiesten imiteerde en playbackte. Ook speelde hij, net als zijn ouders, in de zomer in de Catskills. Hij trouwde in 1944 met Patty Palmer, een zangeres uit de Jimmy Dorsey Band.

### Carrière
In 1946 ontmoette hij een andere nog onbekende artiest, zanger/acteur Dean Martin, en ze begonnen samen als Martin and Lewis op te treden in nachtclubs en kleine theaters. Martin speelde meestal de serieuze man, die een liedje probeerde te zingen, Lewis de dwaze gek die hem steeds onderbrak. Tijdens hun optredens werd er veelvuldig geïmproviseerd. Het eerste optreden van het duo in Atlantic City was een succes en de populariteit van het duo steeg gestaag: aan het einde van de jaren veertig waren Martin en Lewis het populairste komische duo van de Verenigde Staten.
In 1949 tekenden ze bij Hal Wallis een contract bij Paramount Pictures en maakten ze hun filmdebuut in My Friend Irma, waarin ze voor de komische afwisseling zorgden. In het vervolg op de film hadden ze een grotere rol. Na deze twee films zouden nog veertien films volgen, evenals optredens in verscheidene televisieprogramma's en een eigen radioshow. De films van het duo waren zeer populair bij het grote publiek, en brachten veel geld op. Tussen Martin en Lewis ontstond in de loop van de jaren onenigheid en in 1956 gingen de twee uit elkaar.
Ook solo was Lewis zeer succesvol, en tot 1964 gold hij als de populairste filmacteur van de Verenigde Staten. Zijn eerste film zonder Martin was The Delicate Delinquent uit 1957. Frank Tashlin regisseerde verscheidene van zijn films. Ook had hij een korte zangcarrière in 1956 met het album Jerry Lewis Just Sings. Het album haalde de top twintig van de Amerikaanse albumhitlijst. Het nummer "Rock-a-Bye Your Baby (With a Dixie Melody)" staat bekend als zijn themaliedje.
Later zou Lewis regelmatig zijn films produceren en uiteindelijk zelfs regisseren. In 1960 maakte hij zijn regiedebuut met de film The Bellboy. Deze film kende spaarzame dialoog, waardoor de nadruk kwam te liggen op Lewis' fysieke humor. Deze film wordt over het algemeen gezien als de eerste film waarin gebruik wordt gemaakt van video assist, waarbij de regisseur met behulp van videocamera's direct kan zien wat gefilmd wordt. Deze techniek wordt tegenwoordig veelvuldig gebruikt in films. Voor zijn bijdragen aan de ontwikkeling van video-assist werd hij in 1981 erelid van de Society of Operating Cameramen.
Andere door Lewis geregisseerde films zijn The Ladies' Man en The Errand Boy (beiden 1961) en The Nutty Professor (1963), een komische versie van Dr. Jekyll and Mr. Hyde. Deze films werden warm onthaald in Europa. Vooral de Franse critici van het invloedrijke filmblad Cahiers du Cinéma waren lovend over zijn films, en haalden Lewis binnen als een komisch auteur, vergelijkbaar met Jacques Tati. Lewis groeide uit tot een culturele held in Frankrijk. Hij speelde in 1971 zestien keer in een uitverkocht Olympia, Parijs, en maakte in de jaren tachtig enkele films in Frankrijk. In 1984 werd hij benoemd tot Ridder in het Franse Legioen van Eer en in 2006 werd hij bevorderd tot Commandeur in deze orde. De liefde van de Fransen voor Jerry Lewis is een in de Amerikaanse populaire cultuur regelmatig gebruikt stereotype.
In het midden van de jaren zestig werden zijn films minder winstgevend. Tussen 1966 en 2010 was hij de gastheer van een jaarlijks op de Dag van de Arbeid gehouden televisiemarathon, waarin hij geld inzamelt ten bate van de Muscular Dystrophy Association. Tijdens een van deze marathons, in 1976, trad Lewis weer samen op met Dean Martin, nadat het duo twintig jaar daarvoor uit elkaar was gegaan. Voor zijn werk voor deze stichting werd hij in 1977 genomineerd voor een Nobelprijs.
In 1969 begon hij een bioscoopketen, Jerry Lewis Cinemas, georiënteerd op vermaak voor het hele gezin. Door mismanagement en een veranderende smaak hield de keten slechts enkele jaren stand. In 1972 regisseerde en speelde Lewis in The Day the Clown Cried, een controversiële film over een clown die door de nazi's werd gedwongen Joodse kinderen naar de gaskamers te leiden. Deze film is nooit uitgebracht.
Na een lange afwezigheid, onder andere door een verslaving aan pijnstillers, speelde hij in 1979 weer in een film, Hardly Working. Door financiële problemen werd de film echter pas in 1981 uitgebracht. De film werd zeer slecht ontvangen door de critici, maar was een groot succes in de bioscoop: alleen al in Noord-Amerika haalde de film 50 miljoen dollar op. Voor zijn rol in Martin Scorseses The King of Comedy uit 1983, waarin hij een presentator van een komische latenight-talkshow speelt die geplaagd wordt door een obsessieve fan / beginnend komiek (Robert De Niro), kreeg hij enkele zeer goede recensies, waarschijnlijk de beste uit zijn carrière. Alhoewel hierna de grote rollen uitbleven speelde hij wel belangrijke bijrollen in films als Arizona Dream (1992) en Funny Bones (1995). Ook speelde hij mid-jaren negentig op Broadway in het stuk Damn Yankees. In 1996 werd zijn film The Nutty Professor in een nieuwe versie uitgebracht, ditmaal met Eddie Murphy in de hoofdrol.

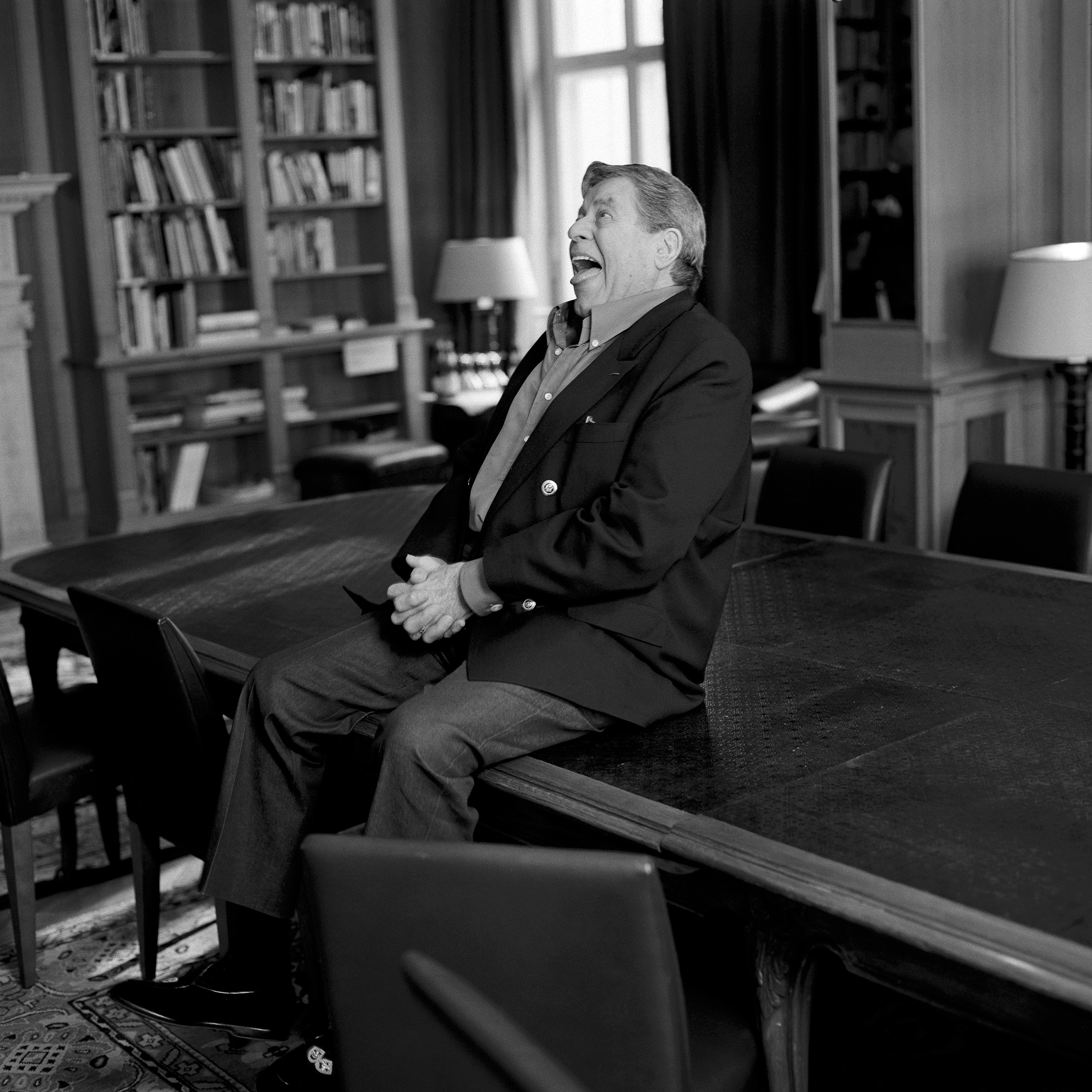
Jerry Lewis gefotografeerd door Oliver Mark in de bibliotheek van de American Academy in Berlijn (2006)

In 1982 verscheen zijn autobiografie, Jerry Lewis in Person. In 2006 bracht hij de memoires Dean and Me: A Love Story uit, over zijn vriendschap met Dean Martin.
Op 22 februari 2009 ontving hij de Jean Hersholt Humanitarian Award tijdens de 81ste Oscaruitreiking.
In 2012 kwam de Broadway-musical-versie van zijn film The Nutty Professor op de planken in Nashville, Lewis was de regisseur en schrijver en werkte nauw samen met Marvin Hamlisch.
In 2013 speelde hij mee in de Braziliaanse film "Till Luck Do Us Part 2". In 2016 had hij een rolletje in de film "The Trust" en Lewis (inmiddels 90 jaar) speelde de hoofdrol in "Max Rose".

### Privé
Lewis was getrouwd met Patti Palmer van 1944 tot 1982, en was sinds 1983 getrouwd met SanDee Pitnick. Met Palmer kreeg hij zes zoons: Gary (1945), Ronald (1949), Scott (1956), Christopher (1957), Anthony (1959) en Joseph (1964 - 2009). Met Pitnick heeft hij een geadopteerde dochter, Danielle (1992). Zijn oudste zoon, Gary, was de leadzanger van Gary Lewis & the Playboys, een popgroep die enkele successen had in de jaren zestig. Zijn jongste zoon, Joseph, overleed in 2009 aan een overdosis slaapmiddelen. Zijn zes zoons zijn vier jaar voor zijn dood uit zijn testament geschrapt.
Jerry Lewis leed sinds 1965 aan een constante rugpijn. Tussen 1974 en 1978 was hij verslaafd aan de pijnstiller Percodan, die hij slikte om de pijn te verlichten. Een elektronisch apparaat ter verlichting van de pijn werd in zijn ruggengraat geïmplanteerd. Eind 1982 kreeg Lewis een zware hartaanval. Hij werd klinisch dood verklaard, maar wist dit uiteindelijk te overleven. In latere jaren kreeg Lewis meer kwalen, waaronder diabetes en longfibrose. In 1992 werd hij behandeld voor prostaatkanker. Op 11 juni 2006 kreeg hij een tweede, lichte hartaanval. Lewis' persoonlijke arts was hartspecialist Dr. Michael DeBakey, die hem onder andere van zijn verslaving afhielp en zijn bypassoperatie in 1983 uitvoerde.
Lewis vierde zijn 90e verjaardag met familie en vrienden en met collega's Don Rickles en Tony Bennett.
Lewis overleed op 91-jarige leeftijd in Las Vegas.

## Filmografie

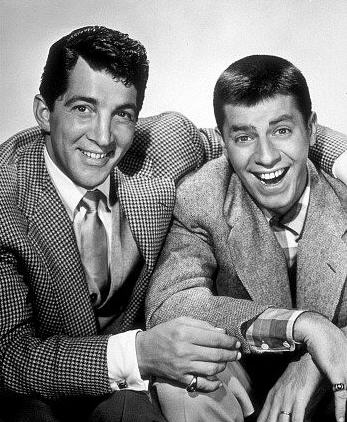
Het duo Martin and Lewis
(1950), publiciteitsfoto

- Welcome Aboard televisieserie - Rol onbekend (Episode 3 oktober 1948)
- How to Smuggle a Hernia Across the Border (1949) - Rol onbekend
- My Friend Irma (1949) - Seymour
- My Friend Irma Goes West (1950) - Seymour
- At War with the Army (1951) - Pfc. Alvin Korwin
- That's My Boy (1951) - 'Junior' Jackson
- Sailor Beware (1952) - Melvin Jones
- Jumping Jacks (1952) - Hap Smith
- Road to Bali (1952) - Vrouw in Lala's droom (Niet op aftiteling)
- The Stooge (1952) - Theodore 'Ted' Rogers
- Scared Stiff (1953) - Myron Mertz
- The Caddy (1953) - Harvey Miller, Jr.
- Money from Home (1953) - Virgil Yokum
- Living It Up (1954) - Homer Flagg
- 3 Ring Circus (1954) - Jerome F. 'Jerry' Hotchkiss
- You're Never Too Young (1955) - Wilbur Hoolick
- Artists and Models (1955) - Eugene Fullstack
- The Colgate Comedy Hour televisieserie - Presentator (28 afl., 1950-1955)
- Pardners (1956) - Wade Kingsley Jr./Wade Kingsley Sr.
- Hollywood or Bust (1956) - Malcolm Bust
- The Delicate Delinquent (1957, tevens productie) - Sidney L. Pythias
- The Sad Sack (1957) - Soldaat Meredith C. Bixby
- Rock-a-Bye Baby (1958, tevens productie) - Clayton Poole
- The Geisha Boy (1958, tevens productie) - Gilbert Wooley
- Don't Give Up the Ship (1959) - John Paul Steckler I, IV en VII
- Startime televisieserie - Joey Rabinowitz/Joey Robbins (Afl. The Jazz Singer, 1959)
- Li'l Abner (1959) - Itchy McRabbit (Niet op aftiteling)
- Visit to a Small Planet (1960) - Kreton
- Raymie (1960) - Zanger van de titelsong
- The Bellboy (1960, tevens regie, scenario en productie) - Stanley/Zichzelf
- Cinderfella (1960, tevens regie en productie) - Cinderfella
- The Ladies' Man (1961, tevens regie, scenario en productie) - Herbert H. Heebert/Mama Heebert
- The Errand Boy (1961, tevens regie, scenario en productie) - Morty S. Tashman
- Pantomime Quiz televisieserie - Gastpanelist (Afl., Jerry Lewis vs. Jayne Mansfield, 1962)
- It's Only Money (1962) - Lester March
- The Nutty Professor (1963, tevens regie, scenario en productie) - Professor Julius Kelp/Buddy Love/Baby Kelp
- It's a Mad Mad Mad Mad World (1963) - Man die over hoed rijdt (Niet op aftiteling)
- Who's Minding the Store? (1963) - Norman Phiffier
- The Patsy (1964, tevens regie en scenario) - Stanley Belt/Zangers van het trio
- The Disorderly Orderly (1964, tevens productie) - Jerome Littlefield
- Ben Casey televisieserie - Dr. Dennis Green (Afl. A Little Fun to Match the Sorrow, 1965)
- The Family Jewels (1965, tevens regie, scenario en productie) - Willard Woodward/James Peyton/Everett Peyton/Julius Peyton/Capt. Eddie Peyton/Skylock Peyton/'Bugs' Peyton
- Hullabaloo televisieserie - Rol onbekend (Episode 2.2, 1965)
- Red Line 7000 (1965) - Chauffeur (Niet op aftiteling)
- Boeing (707) Boeing (707) (1965) - Robert Reed
- Three on a Couch (1966, tevens regie en productie) - Christopher Pride/Warren/Ringo/Rutherford/Heather
- Way... Way Out (1966) - Pete Mattemore
- Don't Raise the Bridge, Lower the River (1967) - George Lester
- The Big Mouth (1967, tevens regie, scenario en productie) - Gerald Clamson/Syd Valentine
- Silent Treatment (1968) - Rol onbekend
- Hook, Line and Sinker (1969, tevens productie) - Peter Ingersoll/Fred Dobbs
- One More Time (1970, tevens regie) - Bandleider (Stem)
- Wich Way to the Front? (1970, tevens regie en productie) - Brendan Byers III
- A Christmas Night with the Stars televisieserie - Rol onbekend (Episode 25 december 1970)
- The Tonight Show Starring Johnny Carson televisieserie - Gastpresentator (17 afl., 1970-1971)
- The Day the Clown Cried (1972) - Helmut Doork
- Rascal Dazzle (1980, stem) - Verteller
- Hardly Working (1980, tevens regie en scenario) - Bo Hooper
- Slapstick (Of Another Kind) (1982) - Wilbur Swain/Caleb Swain
- The King of Comedy (1983) - Jerry Langford
- Cracking Up (1983, tevens regie en scenario) - Warren Nefron/Dr. Perks
- Saturday Night Live televisieserie - Presentator (Episode 9.6, 1983)
- Par où t'es rentré? On t'a pas vu sortir (1984) - Clovis Blaireau
- Retenez-moi... ou je fais un malheur! (1984) - Jerry Logan
- Fight for Live (televisiefilm, 1987) - Dr. Bernard Abrams
- Wiseguy televisieserie - Eli Sternberg (5 afl., 2 keer 1988, 3 keer 1989)
- Cookie (1989) - Arnold Ross
- Mr. Saturday Night (1992) - Gast
- Arizona Dream (1993) - Leo Sweetie
- Mad About You televisieserie - Freddy Statler (Afl., The Billionaire, 1993)
- Funny Bones (1995) - George Fawkes
- Jerry Lewis Stars Across America (televisiefilm, 1995) - Presentator
- The Simpsons televisieserie - Professor John Frink, Sr. (Afl. Treehouse of Horror XIV, 2003, stem)
- Miss Cast Away (2004) - Vliegtuig-passagier (Niet op aftiteling)
- Law & Order: Special Victims Unit televisieserie - Andrew Munch (Afl., Uncle, 2006)
- The Nutty Professor (2008) -  Professor Julius Kelp/Buddy Love (Stem)
- Curious George 2: Follow That Monkey! (2009) - Stationschef (Stem)
- Max Rose (2013) - Max Rose
- Até que a Sorte nos Separe 2 (2013) - Bellboy
- The Trust (2016) - vader van Stone

## Trivia
- De stem van Professor Frink uit The Simpsons, gespeeld door Hank Azaria, is gebaseerd op Lewis' typetje Julius Kelp uit de film The Nutty Professor.
- In de animatieshow Animaniacs werd Lewis meermaals door Paul Rugg, onder de naam Mr. Director, geparodieerd.